# A Cruel Angel's Thesis
«A Cruel Angel's Thesis» (яп. 残酷な天使のテーゼ Zankoku na Tenshi no Tēze?, «Zankoku na Tenshi no These» в Японії) — пісня з популярного аніме-серіалу Neon Genesis Evangelion у виконанні Йоко Такахасі. Вона використовується в опенінґу, а дві її інструментальні версії звучать у фінальному епізоді «Бережи себе» — «The Heady Feeling of Freedom» і «Good, or Don't Be» — за допомогою скрипки, фортепіано та гітари. «The Heady Feeling of Freedom» є похмурою та відображає скрипку і гітару, в той час як «Good, or Don't Be» грається на фортепіано та гітарі у світлих тонах.

## Сертифікації
| Регіон                                                                                          | Сертифікація | Продажі    |
| ----------------------------------------------------------------------------------------------- | ------------ | ---------- |
| Франція (SNEP)                                                                                  | Золотий      | 100,000    |
| Японія (RIAJ) (Physical)                                                                        | Золотий      | 200 000^   |
| Японія (RIAJ) (Ringtone downloads)                                                              | Мільйонний   | 1 000 000* |
| Японія (RIAJ) (Full song downloads)                                                             | Мільйонний   | 1 000 000* |
| Японія (RIAJ) The Cruel Angel's Thesis/Fly Me to the Moon (Physical)                            | Платиновий   | 400 000^   |
| Японія (RIAJ) The Cruel Angel's Thesis 2009 Version (Full length ringtone)                      | Золотий      | 100 000*   |
| Японія (RIAJ) The Cruel Angel's Thesis (Directors Edit Version) (Full song downloads)           | Золотий      | 100 000*   |
| *продажі, що базуються лише на сертифікаціях ^відвантаження, що базуються лише на сертифікаціях |              |            |